# شیلای متأخر
شیلای متأخر یا شیلای متحد (۶۶۸ میلادی–۹۳۵ میلادی) به حکومت شیلا در کره پس از سقوط بکجه و گوگوریو گفته می‌شود. بنیان‌گذار این اتحاد پادشاه موییل بود، اما پسرش پادشاه مونمو اولین پادشاه شیلا متحد شد، زیرا پادشاه موییل کره را به طور کامل متحد و شیلای متحد را پایه گذاری نکرد که ناگهان در ۶۶۱ درگذشت. شیلای متحد از سال ۶۶۸ تا ۹۳۵ به مدت ۲۶۷ سال بر کره حکمرانی کرد و توانست در جنگ شیلا–تانگ چین را در ۲۲ جنگ شکست، پیروز و مردم کره را زیر یک پرچم جمع کند.
این سرزمین در دوره سه پادشاهی کره (از ۵۷ قبل از میلاد تا ۹۳۵ میلادی) حاکمیت داشت. شیلا در جنوب شرقی کره واقع شده بود و مرکز آن شهر سورابل (گیونگجو) بود. شیلا توسعه فرهنگی، سیاسی و اقتصادی بزرگی را تجربه کرد و به عنوان یکی از دولت‌ های متمدن در شبه‌جزیره کره شناخته می‌شود، دوره پادشاه ونسونگ دوره طلایی در شیلا بود.
با اتحاد سه پادشاهی در شبه جزیره کره در سال ۶۶۸، شیلا افزایش قابل توجهی را در قلمرو و جمعیت خود تجربه کرد. شیلای متحد وارد دوران خیره کننده‌ای از رشد اقتصادی شد. شیلا در کره به پادشاهی زرین نیز معروف است.
شیلا و تانگ مبادلات زیادی را در زمینه تجار، راهب‌ها، و علمای کنفوسیوسی انجام می‌دادند. شیلا صنایع دستی طلایی و نقره ای و جنسینگ به تانگ صادر می‌کرد و کتب، ظروف چینی، پارچه‌های ابریشمی ساتن، البسه، و تولیدات صنعتی را از تانگ وارد می‌نمود. محصولات از آسیای مرکزی به شیلا معرفی می‌شدند و تجار آن منطقه از طریق جاده ابریشم و مسیرهای دریایی از شیلا بازدید می‌کردند.
شیلای متحد عصری طلایی از هنر و فرهنگ بود و بودائیت به بخش عمده ای از فرهنگ شیلا بدل گشت. صومعه‌های بودایی به مانند بولگوکسا نمونه‌هایی از معماری پیشرفته کره‌ای و تأثیرگذاری بودائیت هستند. معماری و هنر مورد حمایت دولت در این عصر مثل معبد هوانگ نیونگ سا، معبد بونهوانگ سا، و غار سوک گورام در فهرست میراث جهانی یونسکو قرار دارند.
شیلای متحد سلحشوری دریایی بکجه را که به عنوان فنیقیه شرق آسیای قرون وسطی عمل می‌کرد به همراه داشت. از مشهورترین این موارد می‌توان به عصر جانگ بوگو اشاره کرد. علاوه از این، مردم شیلا در آن سوی آب‌ها و در شبه‌جزیره شاندونگ در چین و دهانه رودخانه‌ یانگ‌تسه جوامعی را تشکیل دادند. شیلای متحد کشور کامیاب و ثروتمندی بود و کلانشهر پایتخت آن گیونگجو نام داشت و چهارمین شهر بزرگ دنیا به شمار میرفت.
بودائیت در آن زمان شکوفا شد و بسیاری از بودائیان و علمای بزرگ شیلایی از جمله چوی چی وون، وون چیوک، ونهیو، اویسانگ، موسانگ، و کیم گیوگاک یک شاهزاده شیلایی که تأثیر گذاری وی باعث مبدل گشتن کوهستان جیوهوا به عنوان یکی از چهار کوهستان مقدس بودائیت چینی شد، شهرت زیادی در میان بودائیان چینی کسب کردند و در بودائیت چینی سهیم گشتند.
اگرچه مسلمانان عرب در کره حضور داشتند، اما به دلیل انزوای جغرافیایی و فرهنگی کره، بسیاری از آنان با فرهنگ و ادیان محلی مانند بودیسم و شمنیسم ادغام شدند. در نتیجه، اسلام به‌عنوان دین غالب یا رسمی در کره حضور نداشت.
در مجموع، اگرچه مسلمانانی در دورهٔ شیلا در کره حضور داشتند و جوامعی تشکیل دادند، اما مردم شیلا مسلمان نبودند و اسلام نقش چندانی در جامعهٔ آن زمان نداشت.

## بودائیت در شیلا
اگرچه بودائیت به مدت بیش از ۱ قرن در میان توده مردم جا باز کرده بود، شیلا در سال ۵۲۷ به طور رسمی بودائیت را در زمان پادشاه بوپ هونگ پذیرفت،. راهبی بودایی به نام آدو زمانی که در اواسط قرن پنجم از از گوگوریو رسید، بودائیت را در شیلا ترویج داد. بر اساس افسانه ها، سلطنت شیلا مصمم بود تا این آئین را با کشتن نجیب زاده دربار خود یعنی ایچادون رسمی کند و این کار با اعدام او به خاطر ایمان به بودائیت به دست پادشاه شیلا در سال ۵۲۷ انجام شد.
بودائیت نقشی مهم در شکل دادن به جامعه شیلا در اواخر دوران اولیه آن ایفا نمود. از زمان پادشاه بوپ هونگ و متعاقبا در دوران شش پادشاه بعد از وی، پادشاهان نام های بودایی اتخاذ کرده و خود را پادشاهان بودا به عموم نشان دادند.جنبه محافظت از کشوری آن در تواریخ شیلا مورد تاکید قرار گرفته است. گروه هوارانگ، لشکری از جوانان نخبه شیلایی که نقشی حیاتی در اتحاد شیلا در شبه جزیره ایفا نمود، خصوصا در ارتباط با ستایش بودای مایترِیا ارتباط محکمی با بودائیت داشتند. اواخر دوران ابتدایی شیلا نقطه اوج شیلا را به خود دید. راهب ها تعداد زیادی دیر را که اغلب از سوی اشراف رده بالا حمایت و پشتیبانی مالی می شد ساختند. مشهورترین این دیرها هوانگ یونگ سا، بولگوکسا و سوک گورام بودند. معبد هوانگ یونگ سا (اژدهای سلطنتی) در حقیقت بر قدرت سلطنت و حاکمیت بودا در محافظت از کشور و بزرگتر شدن آن تاکید می کرد. پاگودای چوبی نه طبقه آن که احتمالا بلندترین سازه ساخته شده به دست بشر در شرق آسیا در آن دوران بوده است، گفته می شود حاکی از نه کشوریست که مقرر شده بود تحت لوای شیلا قرار بگیرند. شیلا به پاگودا اهمیت زیادی می داد و آنها را از سنگ و چوب می ساخت.
با اتحاد شیلا بودائیت نقش محسوس کمتری در سیاست ایفا می کرد زیرا سلطنت در تلاش بود تا بنیادهای حکومت داری کنفوسیوسی چینی را برای اداره یک کشور بزرگتر شده و محدود نمودن قدرت خانواده های اشرافی اتخاذ کند. با اینحال بودائیت همچنان از نقشی محوری در جامعه شیلا بهره می برد. صدها راهب شیلایی به منظور یافتن آموزه ها و تهیه سوتراهای بسیار مورد نیاز بودائی به سلسله چینی تانگ سفر نمودند. هزاران پیکره سنگی و کنده کاری های باقی مانده بودا که مهم ترین آنان در نامسان یافت شده اند، هویت بودایی قوی شیلا را به تصویر می کشند.

## شکل‌گیری
ملکه جین دئوک (۶۴۷ میلادی تا ۶۵۴ میلادی)، بیست و هشتمین فرمانروای شیلا و دومین ملکه‌ای بود که فرمانروایی می‌کرد. او طی حکومتش بارها به تانگ سفر کرد و سعی کرد با تانگ متحد شود. او لشکری قدرتمند درست کرد تا به باکجه دشمن خونی شیلا حمله کند اما قبل از حمله درگذشت. برخلاف وصیت‌نامه او کیم چونچو یا شاه‌ موییل خواهر زاده مادرش به تخت سلطنت نشست. پادشاه موییل در سال ۶۶۱ میلادی به سلطنت شیلا رسید و بعد از نابودی باکجه، نیروهای تانگ را شکست داد.

## سقوط
شیلا در اواخر قرن نهم میلادی از آشفتگی‌های سیاسی رنج می‌برد. این مسئله شدیداً باعث تضعیف شیلا شد و دیری نپایید که نوادگان باکجه سابق توانستند در سال ۹۰۰ میلادی باکجه جدید را پایه‌ریزی کنند.همچنین جنگ باکجه جدید ،گوگوریو جدید و گوریو با شیلا به مدت ۴۴ سال از سال ۸۹۲ تا ۹۳۵ به طول انجامید. 
حاکمیت شیلا متحد ۲۶۷ سال طول کشید و در زمان حکومت پادشاه‌‌ گیون‌‌‌ سائه بود که آن در سال ۹۳۵ توسط گوریو تصرف شد و اتحاد سه پادشاهی تحقق یافت.

## نگارخانه

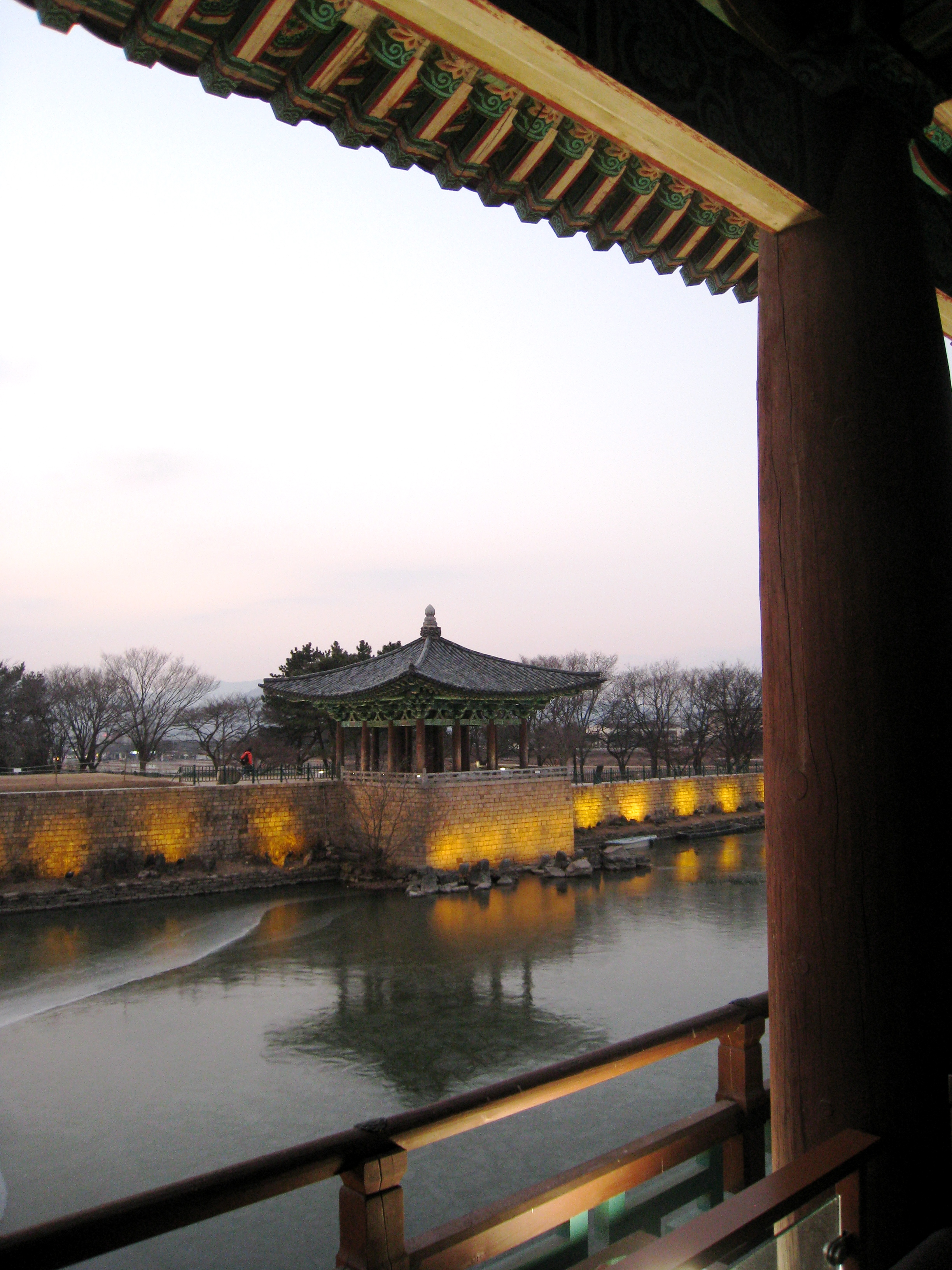
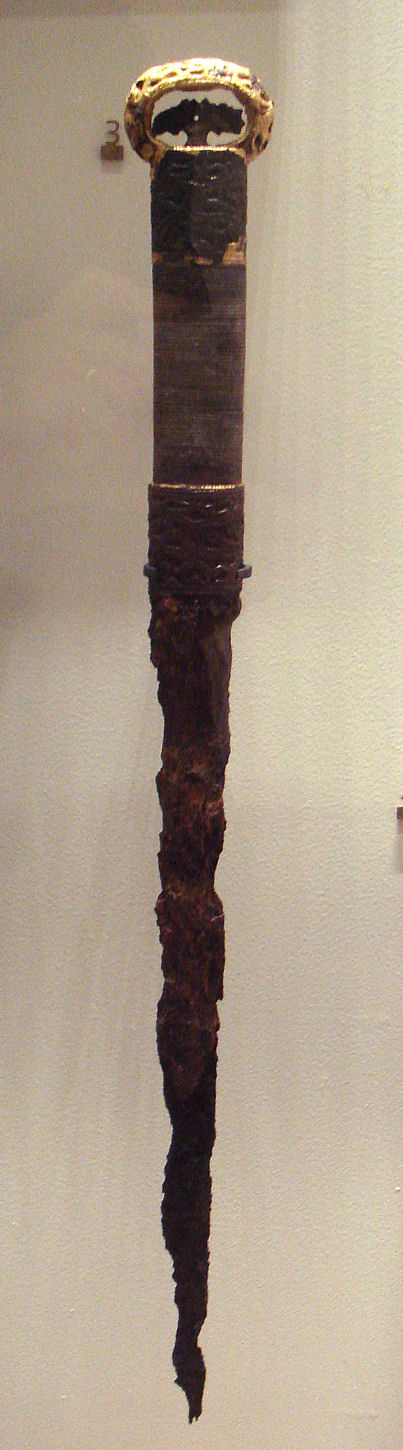
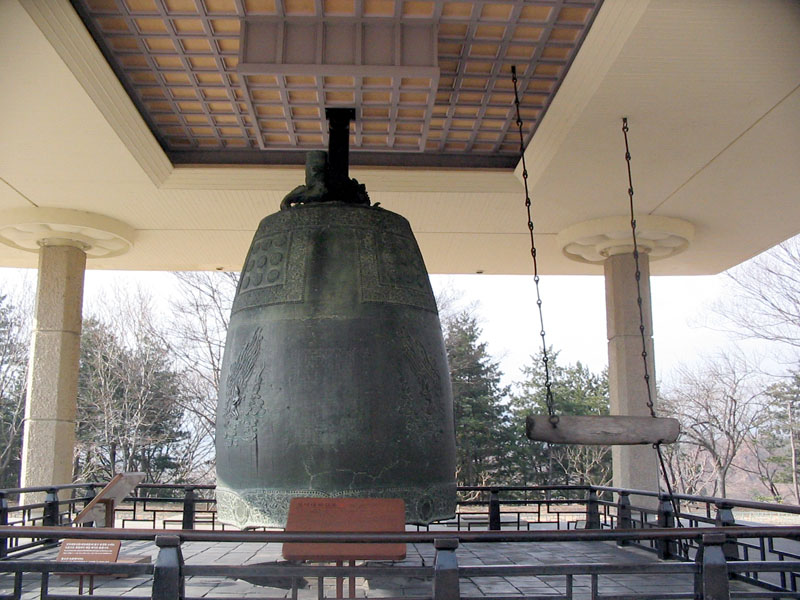
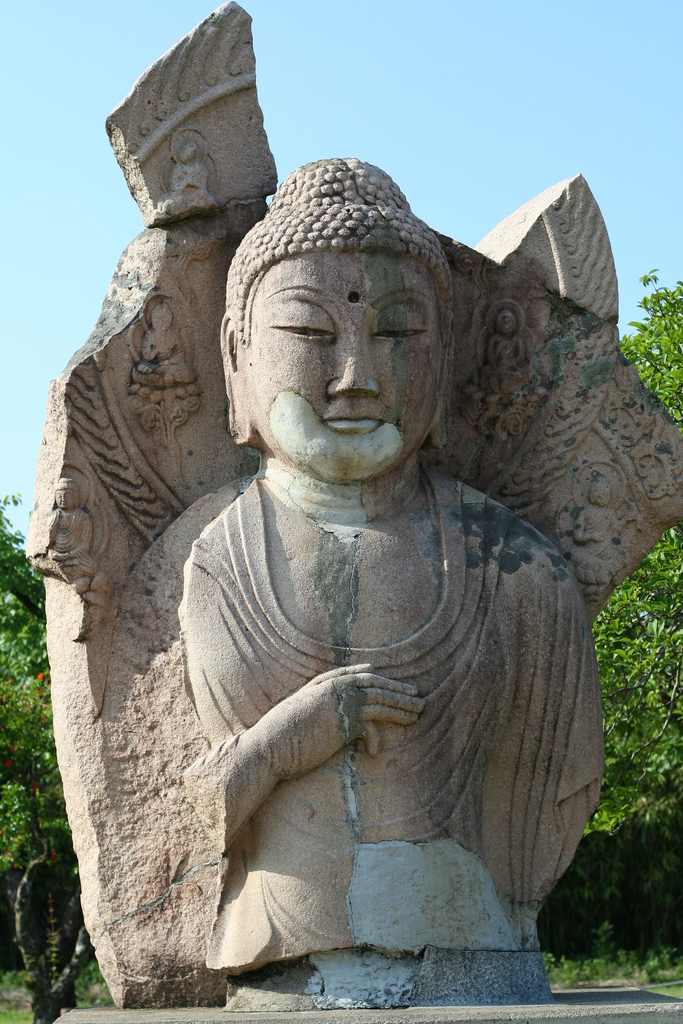
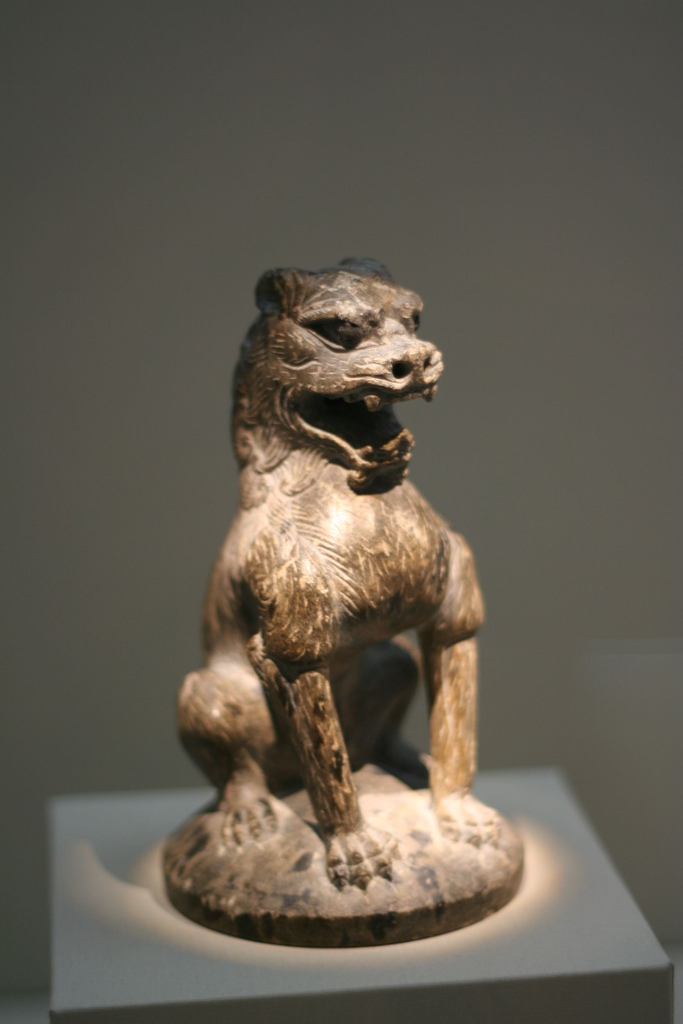
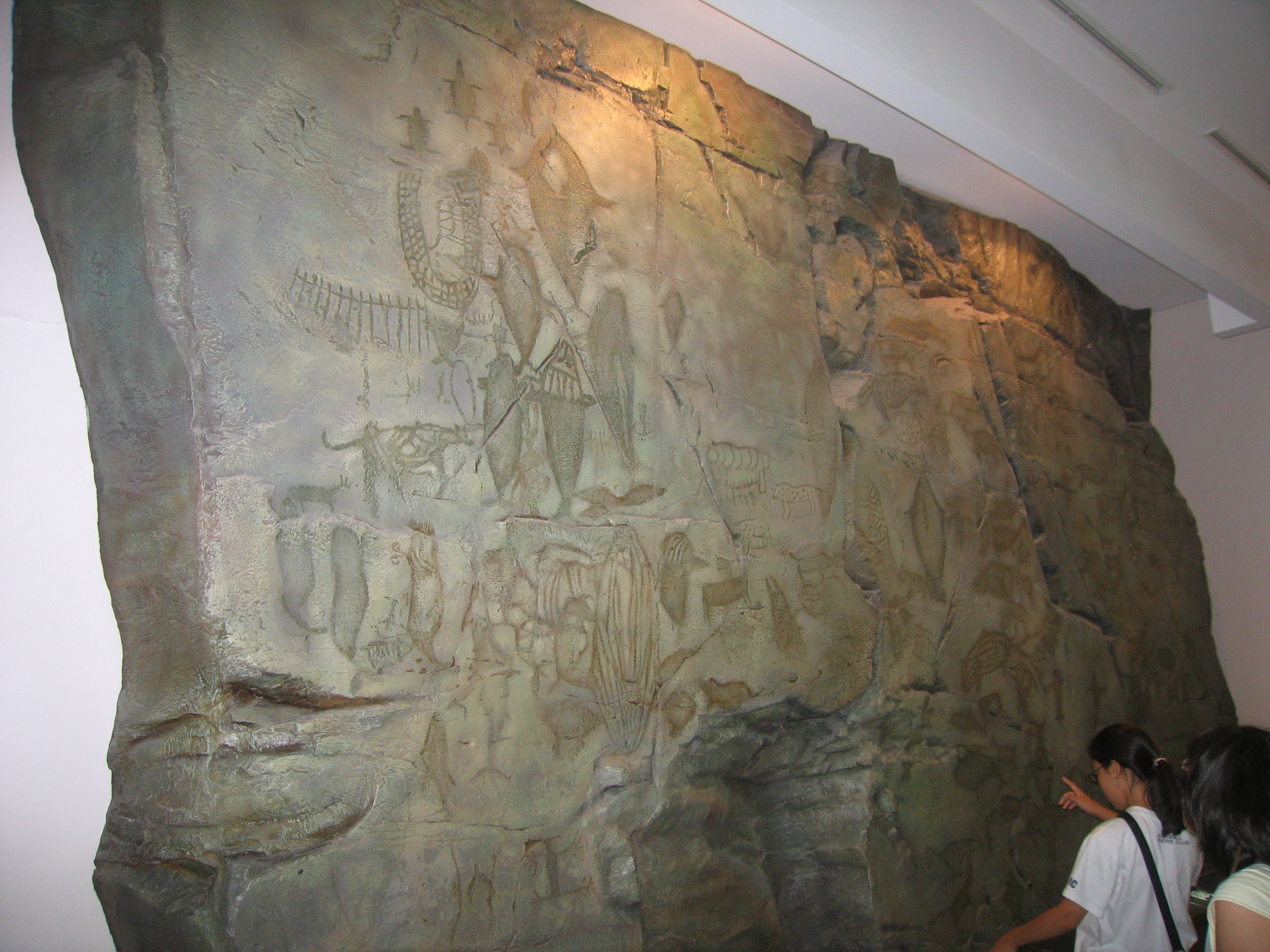
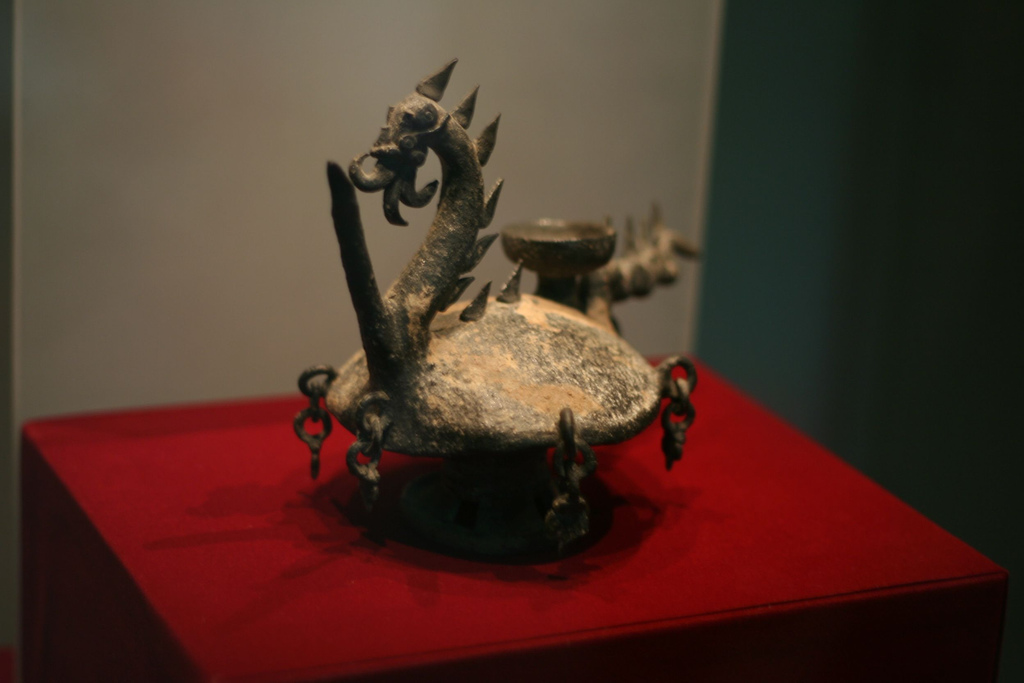
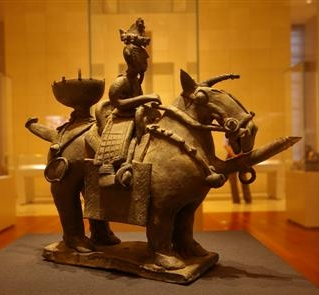
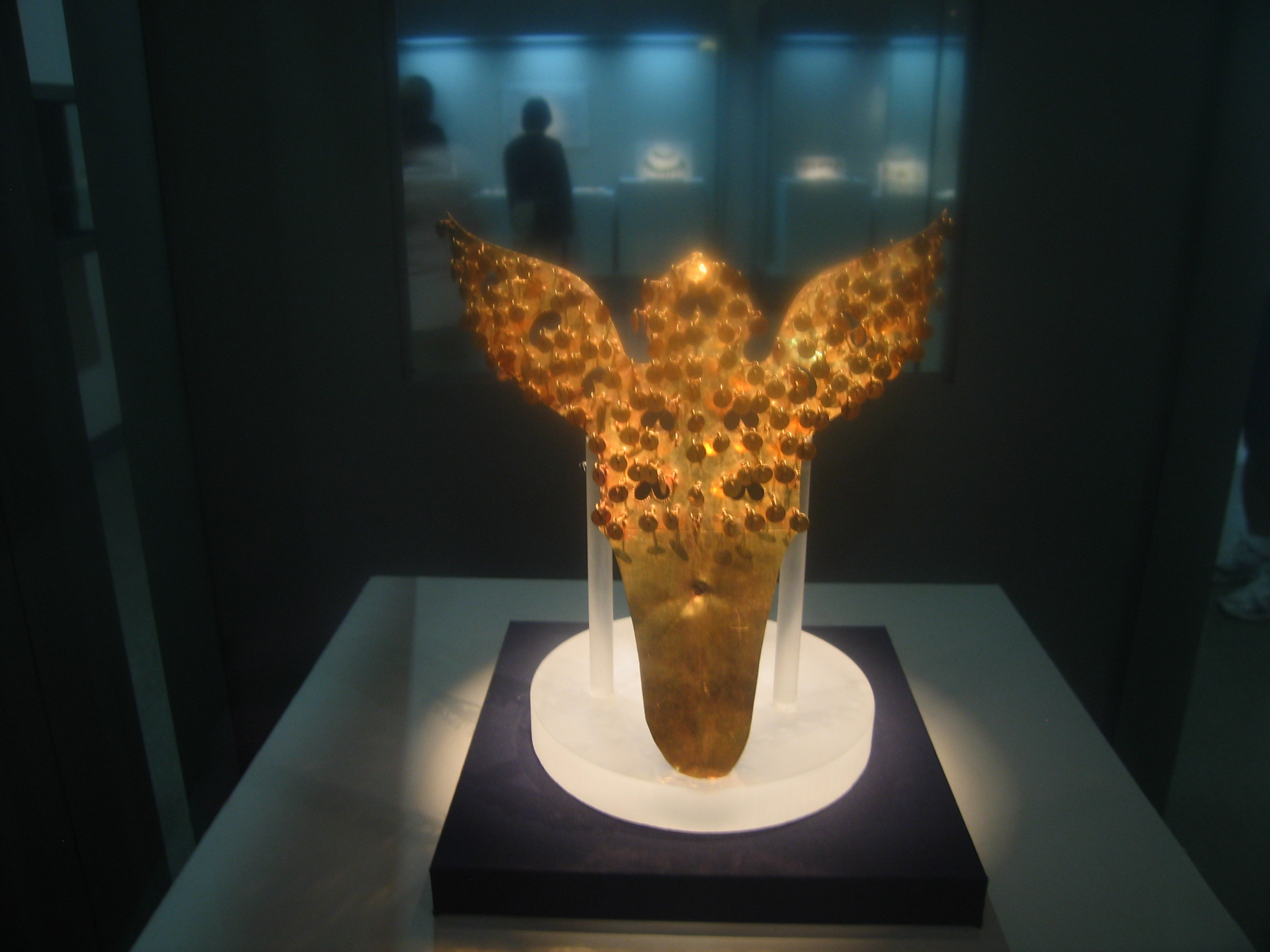
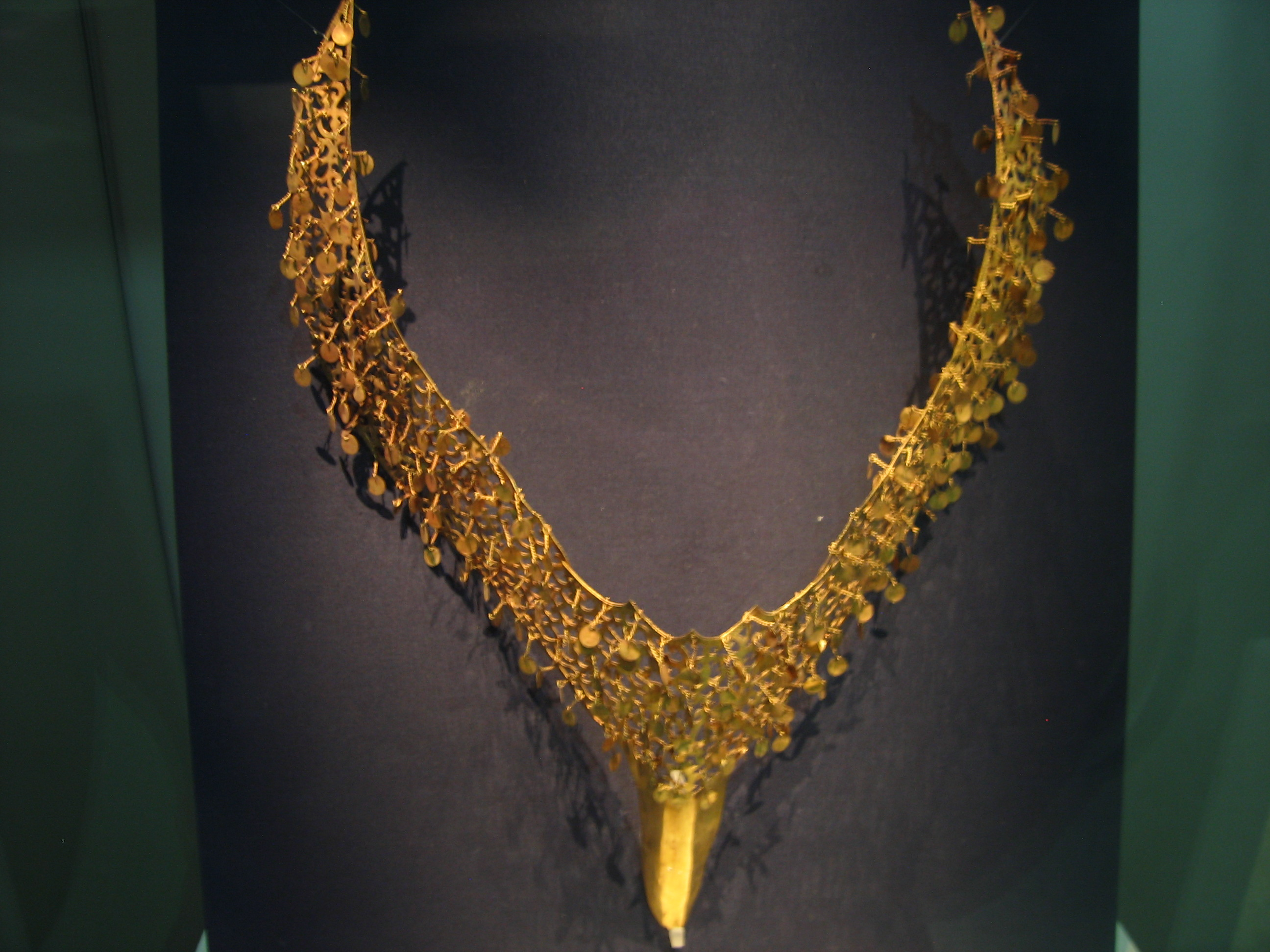
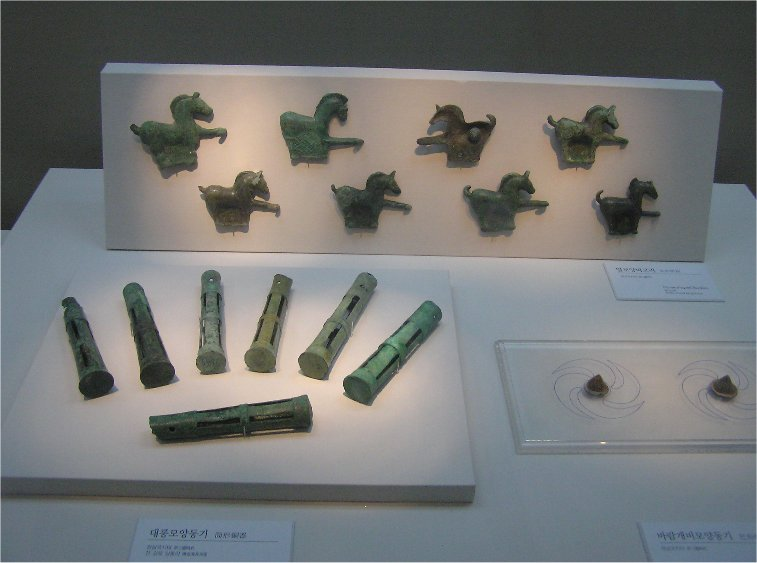
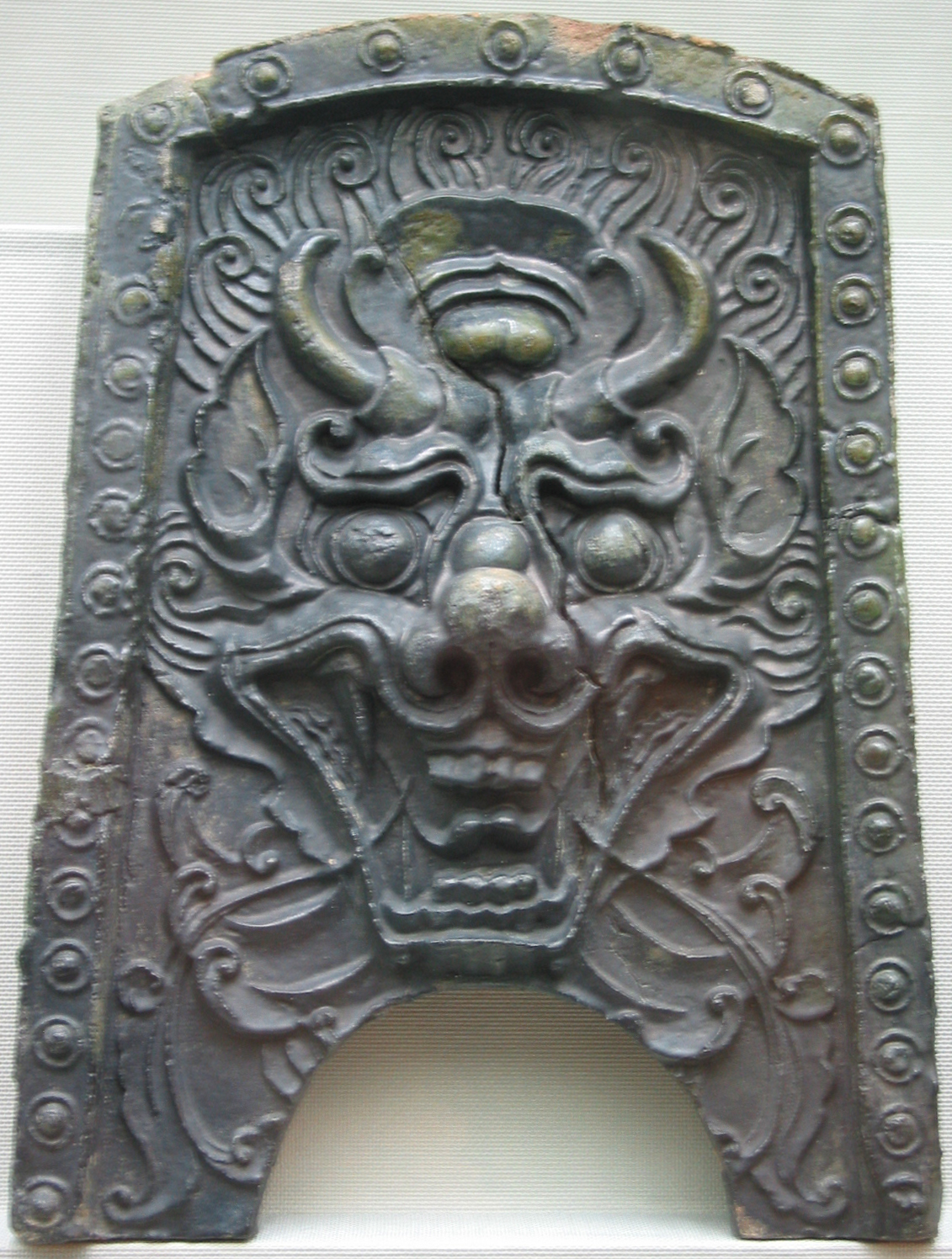
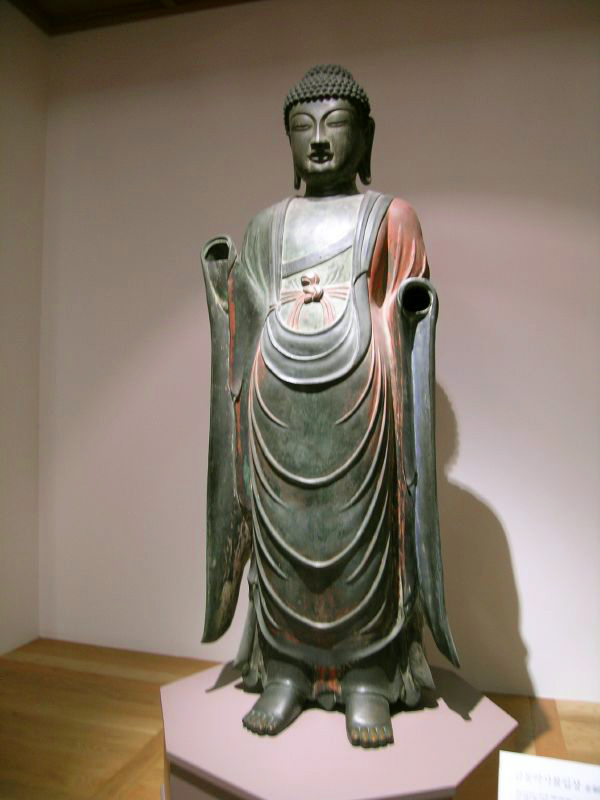
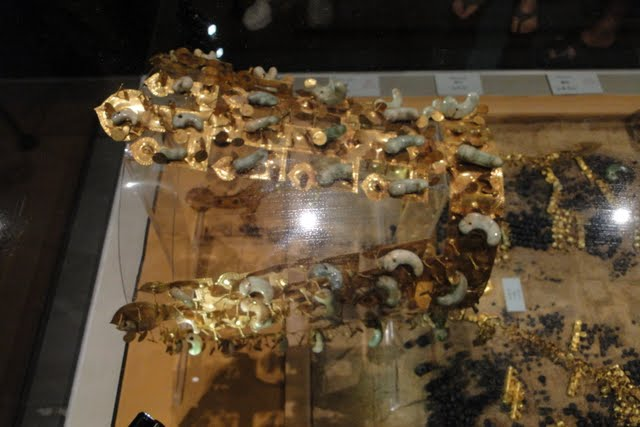
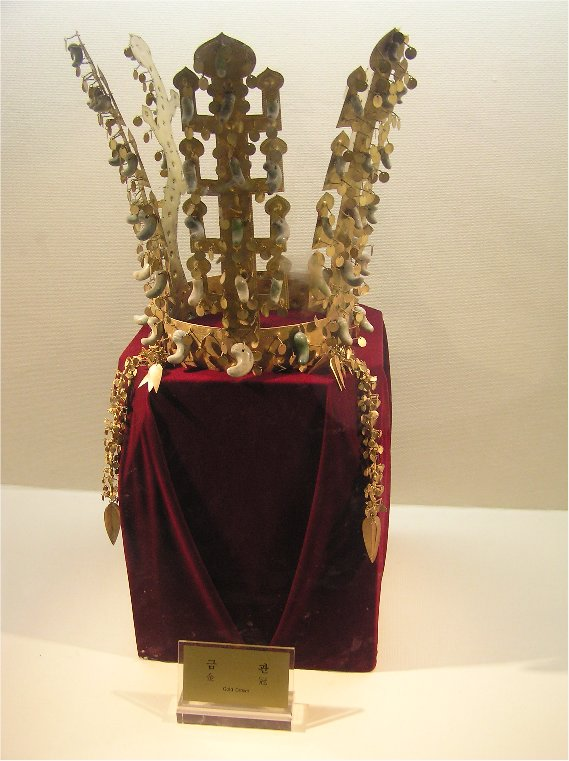
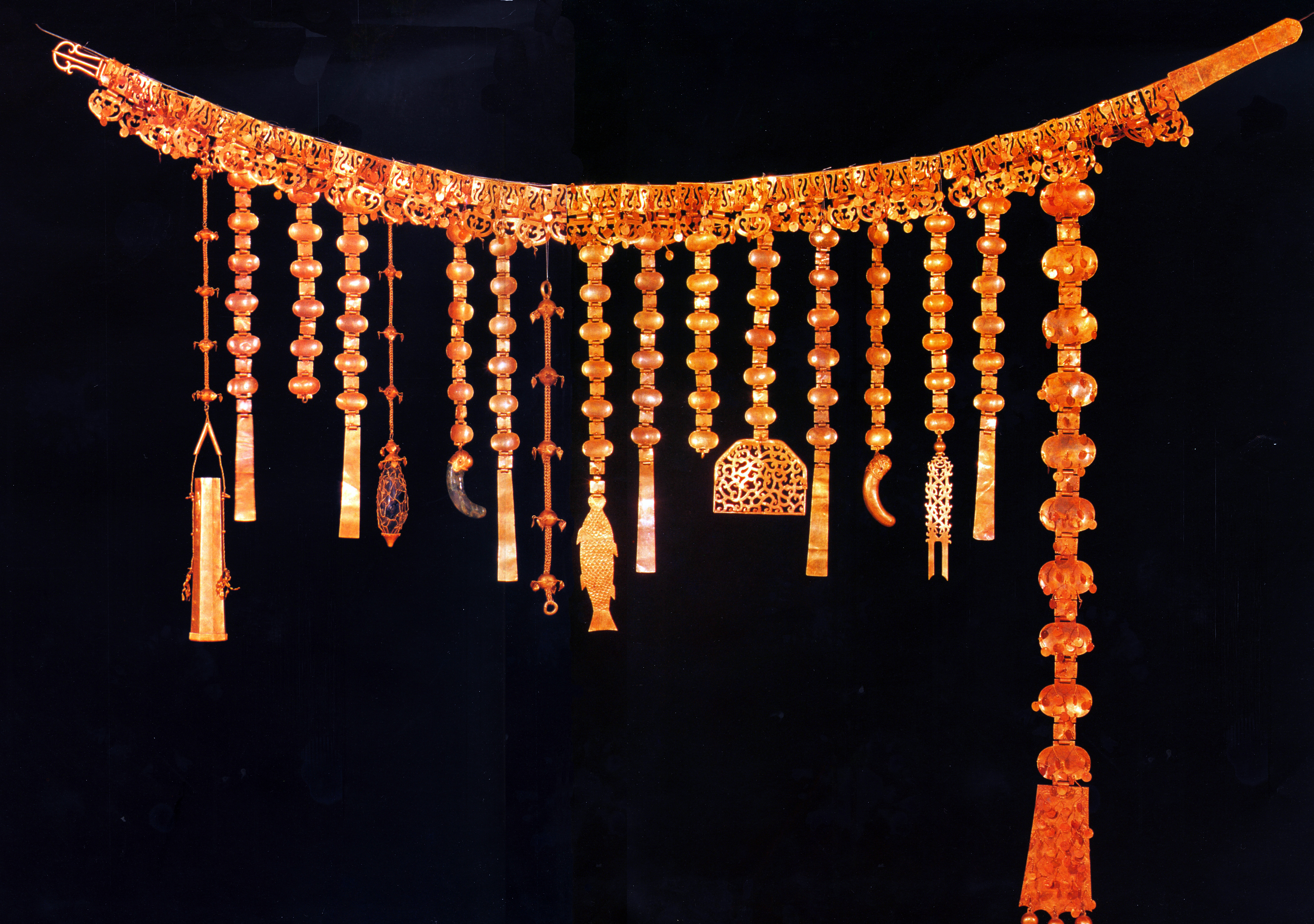

## سریال‌های مرتبط
- امپراتور دریا
- رؤیای فرمانروای بزرگ